# Les Guignols de l'info… le jeu !
Les Guignols de l'info… le jeu ! est un jeu vidéo inspiré par l'émission humoristique de Canal+, Les Guignols de l'info. Il est sorti en 1995, édité par Canal Plus Multimedia.

## Synopsis
Le joueur incarne un journaliste débutant à la World Company qui tente de progresser dans la hiérarchie pour devenir le nouveau présentateur.
Dans chaque partie, le joueur, opposé à quatre autres animateurs (parmi lesquels Michel Drucker, Christine Bravo, Christophe Dechavanne, Michel Denisot…) doit faire monter le gigamat en réalisant des reportages sur diverses personnalités. Lorsque la personnalité est mieux placée que lui, il faut faire un reportage qui lui soit favorable. Dans le cas contraire, le « lynchage médiatique » s'impose.
Le joueur doit donc réaliser certains sujets en allant enquêter sur le terrain pour filmer un objet précis, où en effectuant des missions particulières comme infiltrer le C.E.R.B.E.R. en se faisant passer pour « Nº 2 » (Charles Pasqua), ou suivre le bon chemin dans Pol fiction (parodie de Pulp Fiction) pour aider Jacques Chirac et Philippe Séguin à éliminer Édouard Balladur. Une fois le reportage réalisé, il est diffusé au journal de P.P.D. et les modifications consécutives s'ensuivent sur l'échiquier du gigamat. Lorsque la popularité et la crédibilité du joueur sont au plus haut, celui-ci remplace le présentateur qui part chercher un nouvel emploi.

## Système de jeu
Le jeu est composé d'images fixes et suit le principe classique des jeux de pointer-et-cliquer. Les graphismes affichent une esthétique assez simple donnant au jeu un air proche de celui d'un dessin animé.